# Mashue
Mashue o Masgüe es una localidad ubicada en la ribera norte del Río Bueno, en la comuna de La Unión.
La localidad posee un recinto deportivo habilitado el año 2016.

## Accesibilidad y Transporte
Existe un camino de carácter rural que une a esta localidad con otros poblados como Llancacura, Camán y Puerto La Fao.
En esta localidad se encuentra la Escuela Rural Mashue que ha sido beneficiada durante el año 2016 por un programa de gobierno que le permitirá acceder a la comunidad escolar a las tecnologías de información.
Mashue se encuentra a 30,5 km de La Unión a través de la Ruta T-80.